# Gerlachovský štít
De Gerlachovský štít is met 2655 meter de hoogste berg van de Hoge Tatra resp. van de Karpaten en tevens de hoogste berg van Slowakije.
De berg werd voor het eerst in 1834 beklommen door Ján Still. Destijds ging men er nog van uit dat de Kriváň de hoogste berg van de Hoge Tatra was. In 1868 werd officieel vastgesteld dat de Gerlachovský štít de hoogste is. De symbolische betekenis van dit feit heeft geleid tot een reeks naamsveranderingen.
In de 19de eeuw was de Gerlachovský štít (genoemd naar het plaatsje Gerlachov aan de voet van de berg, štít betekent spits) de hoogste berg van Hongarije. De 1000ste verjaardag van de Hongaarse Landname werd in 1896 opgeluisterd met een eerste naamswijziging: de berg ging Frans Jozefspits heten, naar de Habsburgse koning Frans Jozef I. Toen Opper-Hongarije in 1920 aan Tsjecho-Slowakije was toegevallen, kreeg de berg in 1923 de naam Štít Legionárov, Spits van de Legioenen, naar de Tsjechoslowaakse Legioenen die het onafhankelijke Tsjechoslowakije tot stand hadden helpen brengen. In 1932 heette de berg weer Gerlachovský štít, waarna de berg tijdens de Eerste Slowaakse Republiek (1939-1945) Slovenský štít (Slowaakse Spits) heette. In 1949 kreeg de berg ten slotte de naam Stalinov štít (Stalinspits), naar Jozef Stalin, om in 1959 haar 19de-eeuwse naam Gerlachovský štít terug te krijgen.